# Niphonatossa mussardi
Niphonatossa mussardi är en skalbaggsart som beskrevs av Stefan von Breuning 1967. Niphonatossa mussardi ingår i släktet Niphonatossa och familjen långhorningar. Inga underarter finns listade i Catalogue of Life.